# 棉紙
棉紙，一種傳統的手工紙，常用於撕畫、水墨畫及書法等，也可用於包裝。最早起源於中國，後流傳到日本、韓國等周邊國家。

## 概論
因為其質地潔白，如同棉花，撕開後纖維如同棉絲，因此得名。質地較宣紙粗糙，也較堅韌。其製造原料以雁皮、構樹皮（楮皮）、三椏為主，還會混入木漿、稻草等。

## 產地

### 台灣
在台灣，棉紙主要製造中心在南投縣埔里。在日治時期，於1935年，聘請日籍技師，設立了埔里造紙所。

## 外部連結
- 埔里鎮公所-人文產業：手工紙 （页面存档备份，存于）